# シャイアン・ジャクソン
シャイアン・ジャクソン（ Cheyenne Jackson, 1975年7月12日 - ）は、アメリカ合衆国の俳優、歌手である。
日本ではシェエン・ジャクソンと表記される場合がある。
ジャクソンは、シアトルの地方劇団でキャリアを開始した後にニュー・ヨークに移って、『モダン・ミリー』(2002)と『アイーダ』(2003)に代役で出演した。そして『ALTARBOYZ』(2004)でオリジナルのマシュー役を演じた。ブロードウェイで最初に主役で出演したのは、『All Shook Up』(2005)で、アウトスタンディング・ブロードウェイ・デビューのシアター・ワールド・アウォードを受賞した。
以降ニュー・ヨークのステージでは、『The Agony and The Agony』(2006)、『ザナドゥ』(2007、ドラマ・デスク・アウォード、ドラマ・リーグ賞のノミネーション)、『くたばれ!ヤンキース』(2008)、『フィニアンの虹』(2010、ドラマ・デスク・アウォードのノミネーション)、『8』(2011)、『The Heart of the Matter』(2012)、『The Parformers』(2013)に出演した。
映画では多くの作品に出演しており、マーク・ビンガム役でボストン映画批評家協会賞を受賞した『ユナイテッド93』(2006)はアカデミー賞にノミネートされた。また2014年のインディペンデントのコメディ・アンサンブル『Mutual Friends』で主役を演じ、NBCの『30 ROCK/サーティー・ロック』やフォックスの『glee/グリー』などのTVシリーズにゲスト出演した。またジャクソンは2015年からFXホラー・アンソロジーのTVシリーズ『アメリカン・ホラー・ストーリー』に、シーズン5、シースン6、シーズン7そして
シーズン8に出演した。
ケニー・オルテガ監督の『ディセンダント3』(2019)にハデス役で、キャメロン・ボイス、ダヴ・キャメロン、ソフィア・カーソンと共に出演した。
ジャクソンはコンサートで、2010年に『The Power of Two』として、2011年に『Music of the Mad Men Era』としての2回をカーネギー・ホールで行い完売した。またジャクソンはキャバレーでも公演している。
ブロードウェイのキャスト・アルバム以外に、2008年にマイケル・ファインスタインとの共同アルバム『The Power of Two』を、シングルの『Drive』(2012)と『Before You』(2013)が収録された2013年の『I'm Blue,Skies』を、そしてコンサート『Music of the Mad Men Era』に適合して発展させた2016年のスタジオ・アルバム『Renaissance』を、全部で3枚のポピュラー・アルバムをリリースした。

## 経歴

### 初期のキャリア
デイヴィッド・ジャクソンとシェリー夫妻には、クリス、ジョン、シャイアン、そしてアンバーの4人の子供がいた。シャイアン・ジャクソンはこの内の3番目の子供として、ワシントン州スポケーンのディーカネス・ホスピタルで生まれた。シャイアンの名は1950年代のウエスタン・シリーズ『シャイアン』によって父に命名された。そしてワシントン州との州境近くにある、アイダホ州北部にあるごく小さな町オールドタウンで育った。
父デイヴィッド・ジャクソンは出自がネイティヴ・アメリカンで、ヴェトナム帰還兵であった。そして、父は警察官で保安官代理を兼ねていて、母シェリーは警察署の通信指令係であった。また、母はジャクソンとその兄弟達と妹に、ジョーン・バエズ、ジョニー・ミッチェル、ボブ・ディラン、そしてエルヴィス・プレスリーの歌を教えて定期的に演奏会を開くようにした。ジャクソンがティーンエージャーの時に一家はスポケーンに引っ越した。
シアトルで雑誌の幹部として働きながら、ステージ組合のエクアティ・カードを取得して地方劇団で俳優としてのキャリアを開始した。2001年のアメリカ同時多発テロ事件を契機として、俳優になる夢を求めて、2002年にニュー・ヨークに住所を移した。後に「シアターから間もなく、ブロードウェイが何であるか知りました。私は考えました。それは私の人生の目的です すべてのピースをそこに当てはめるだけの問題です。いつも俳優をやりたいと思っていましたが、私は怖かったのです。しかし9/11は私達の全てを変えて、私に緊急性を与えました。」と語っている。

### シアターでのキャリア
ジャクソンは地方の劇場で、『ウェスト・サイド物語』のトニー、『Most Happy Fella』のジョー、『Children of Eden』のケイン、『ヘアー』のバーガー、『回転木馬』のビリー・ビッグロー、『くたばれ!ヤンキース』のジョー・ハーディー、『ロッキー・ホラー・ショー』のロッキー、そして『キスメット』の"The Poit"(詩人)として出演していた。また、それ以外にも多くのプロダクションに出演していた。
ジャクソンのブロードウェイへの出演は、トニー賞を受賞した『モダン・ミリー』での、ジミーとトレヴァーの2人の代役が最初だった。また後に、『アイーダ』のラダメスとしても代役で出演していた。そしてオフ・ブロードウェイ上演の、『ALTARBOYZ』でオリジナルのマシュー役を演じた。2005年にジャクソンは、エルヴィス・プレスリーに捧げられた、オリジナルのミュージカル、『All Shook Up』でブロードウェイで始めての主役を務めた。このチャド役でジャクソンは賞賛を受けて、シアター・ワールド・アウォードを受賞し、アウター・クリティクス・サークル・アウォードとドラマ・リーグ賞にノミネートされた。そしてオフ・ブロードウェイのステージ作品、ニッキー・シルヴァーの『The Agony and The Agony』にヴィクトリア・クラークと共に出演した。
2006年6月、予定されていたオープニング・ナイトに1週間を切ったところで、リハーサルで負傷したジェームズ・カーピネロの代わりとして、ソニー役でオリジナルのミュージカル『ザナドゥ』に出演した。以前、ワークショップ・プロダクションでジャクソンとジェーン・クラコウスキーは、このミュージカルに出演していたが、スケジュールが合わなくてブロードウェイ公演には参加しなかったものであった。ジャクソンはこの役で、ドラマ・デスク・アウォードとドラマ・リーグ賞にノミネートされた。『ザナドゥ』は、トニー賞のベスト・ニュー・ミュージカル賞といくつかの賞にノミネートされていたので、第62回トニー賞のステージでジャクソンと他のキャストによるパフォーマンスが行われた。
2008年ジャクソンは、ジェーン・クラコウスキー、ショーン・ヘイズと共に"New York City Center's Encores!"での『くたばれ!ヤンキース』に出演した。"Encores!"シリーズには2009年に、『フィニアンの虹』のウッディ・マホーニー役でも登場した。また、『アヴェニューQ』を作ったトレイ・パーカー、マット・ストーン、そしてロバート・ロペスによるミュージカル『ブック・オブ・モルモン』のワークショップ・プロダクションに出演した。
2009年10月に、1947年のミュージカル『フィニアンの虹』がブロードウェイの"St.　James Theatre"でリヴァイヴァル上演されて、ジャクソンは再びウッディ・マホーニー役で、ジム・ノートンやケイト・ボールドウィンと共に出演した。ウォール・ストリート・ジャーナルは、「ケイト・ボールドウィンとシャイアン・ジャクソンが"Old Devil Moon"(月の誘惑)を歌うのを聞くのは、ベスト・セラーのキャスト・アルバムからのように思える。」と絶賛している。2010年1月17日に公演が終了して、『フィニアンの虹』の"New Broadway Cast Recording"のアルバムが2010年2月2日にリリースされた。
2011年9月、ダスティン・ランス・ブラックの新しい作品『8』は、ジョー・マンテロ監督でブロードウェイの上演が行われ、モーガン・フリーマン、エレン・バーキン、マット・ボーマー、クリスティン・ローリ、ジョン・リスゴーと共に出演した。また2012年6月に"Lucite Lortel Theatre"で上演されたMCCシアター製作の『The Heart of The Matter』にクリスティン・リッターと共に出演した。
ブロードウェイの2012年から2013年のシーズンにデイヴィッド・ウエスト・リードの『The Performers』が"Longacre Theatre"で上演され、ジャクソンはヘンリー・ウィンクラー、アリシア・シルヴァーストーン、ダニエル・ブレイカー、ジェニ・バーバー、アリー・グレイナーと共に出演した。この作品は2012年10月23日から11月18日までの公演で、23回のプレヴューと7回の公演で終了した。全体的にメディアのステージ・グレイドはCであったが、エンターテインメント・ウィークリー、ハリウッド・リポーター、ニュー・ヨーク・タイムズ、AP通信では、ジャクソンとアリー・グレイナーに対して非常にいい評価を行っていた。ブロードウェイのプロデューサーは早期終了の理由にハリケーン・サンディーによる興行収入への影響をあげている。

### 映画でのキャリア
ジャクソンは、2006年映画『ユナイテッド93』に犠牲者となった乗客でヒーローのマーク・ビンガム(Mark Bingham)役て出演して、ボストン映画批評家協会賞を受賞した。また2013年には、マイケル・ダグラスとマット・デイモンが出演していた、HBOの『恋するリベラーチェ』にビリー役で出演した。
2014年、映画版の『Six Dance Lessons in Six Weeks』に出演した。ジーナ・ローランズが演じた職を退いたりりー・ハリソンに自宅で6週間ダンス・レッスンを行うマイケル・ミネティ役であった。ブロードウェイで上演されたリチャード・アルフィエリのステージ作品が元になっていて、アーサー・アラン・サイドルマンが監督したものであった。

### TVでのキャリア
2009年から2013年にかけて、ジャクソンはTVシリーズ『30 ROCK/サーティー・ロック』にダニー・ベイカー役で、『glee/グリー』の第2シーズンに、ニュー・ディレクションズのライヴァルであるヴォーカル・アドレナリンのコーチであるダスティン・グールズビー役で出演した。2008年の"Lifetime Television"のTVパイロット『Family Practice』と2010年のABC-TVの『It Takes a Village』、そして2012年の『Local Talent』は、ジャクソンの出演があったが、TV局での選択で放送されなかった。また、ブライアン・フラー脚本でブライアン・シンガー監督のTVシリーズ『Mockingbird Lane』に出演した。このドラマは『マンスターズ』を新しく作り直したもので、ジャクソンはスカウト隊長のスティーヴの役で、ポーシャ・デ・ロッシが演じたリリー・マンスターに対して愛の競争相手であった。このドラマにはエディー・イザードやジェリー・オコーネルが出演していて、最初はシリーズとして企画されたものの、パイロットのエピソードだけで終わって、NBCは2012年10月26日にハロウィーン・スペシャルとしてパイロット版を放映した。
ジャクソンはレディー・ガガ、マット・ボーマーと共に第5シーズンの『アメリカン・ホラー・ストーリー：ホテル』に新しいレギュラーの1人として出演した。そして第6シーズン『アメリカン・ホラー・ストーリー：体験談』ではネットワーク管理者のシドニー・アーロン・ジェームズ役で、第7シーズン『アメリカン・ホラー・ストーリー:カルト』では精神科医のルーディ・ヴィンセント・アンダーソン役で、第8シーズン『アメリカン・ホラー・ストーリー:黙示録』ではウォーロックのジョン・ヘンリー役で出演していた。第9シーズンである『アメリカン・ホラー・ストーリー:1984』には出演しないとの意向を示していた。
2019年、ディズニーのTV映画である『ディセンダント』シリーズの第3作目、『ディセンダント３』に主人公マル(ダヴ・キャメロン)の父親であるハデスとして出演している。ハデスの役は、ディズニーからのオファーによるものであった。

### 音楽のキャリア
ジャクソンは最初の頃には、ヴァネッサ・ウィリアムスやヘザー・ヘッドリーのバックアップ・シンガーとして働いていた。2009年4月にソロのシンガーとして、ローズ・リージェンシーにあったナイトクラブでデビューした。『Back to the Start』というタイトルでソールド・アウトとなったワン・マン・ショーであった。そして、マイケル・ファインスタインとチームを組んで『The Power of Two』と名付けられたショーを行った。このショーのCDは2009年11月3日に、アルバム『The Power Of Two』として発売された。
ジャクソンとファインスタインの再会コンサート『The Power of Two』は、2010年10月29日にカーネギー・ホールの公演で行われた。また、ジャクソンは、『Cheyenne Jackson's Cocktail Hour:Music of the Mad Men Era』として、2011年11月18日にニュー・ヨーク・ポップスのコンサートに出演した。デイリー・ニューズのジョー・ディマーノウィッツは、「シャイアンは。ジュディーの独特の歌い方やジョニーの曲をビタースウィートなバラードに仕上げました。それはこの夜の美しいハイライトであって、ニュー・ヨーク・ポップスと共に甘美な瞬間を作り出しました。」と書いている。
2011年11月には、『Music of the Mad Men Era』というタイトルで、カーネギー・ホールでソロ・コンサートを行った。また、2012年12月には同じタイトルで、ケネディ・センターのコンサート・ホールて、ナショナル・シンフォニー・オーケストラの96人のメンバーとゲストにニーナ・アリアンダをむかえて行って、批評家に賞賛された。
2012年にジャクソンは、ソングライターおよびアーティストとして"Hickory Records"と"Red Distribution"を通してSony/ATV出版との契約を交わした。そして、オリジナルのシングルとMV『Drive』を2012年5月10日にリリースした。この曲はトーマス・ソルターによってプロデュースされ、ヴィデオは"Christian Hörlesberger"によって監督された。アルバム『I'm Blue、Skies』は、ジャクソンが、シーア・ファーラー、スティーヴン・アイアロ、シャーロット・サムタイムスと一緒にジャクソンが作り上げたもので、2013年6月に最終的にリリースされた。そして『Drive』はアルバムからリリースされた最初のシングルだった。
2012年7月10日に2番目のシングル『Before You』がリリースされて、AC chartのHot 100で最高位#31まで上昇した。この曲のMVはジャクソンとレイチェル・ドラッチ、そしてクリスティーナ・コールが出演して、ニック・エヴァーハートが監督した作品で、1960年代のTVショー『アダムス・ファミリー』や『マンスターズ』、そして30年代、40年代、50年代のクラシック映画にインスパイアーされたものであった。監督は、このMVはハリウッドの黄金期に捧げられていたと語っている。
2016年6月3日に、ジャクソンは新しいアルバム『Renaissance』を"PS Classics"のレーベルからリリースした。これはソロ・コンサート『Music of the Mad Men Era』から選択して発展させたものであった。

### メディア
ジャクソンは2008年3月26日に、"The Advocate"誌の表紙に掲載された。"Hello, gorgeous! For leading man Cheyenne Jackson, coming out is a beautiful thing."という見出しがついての登場であった。そして2008年には、"Out"誌によって"he Year of Entertainer"選ばれて、12月にガス・ヴァン・サント、ケイティ・ペリー、サム・スパローと一緒に100周年記念号に登場した。
また、2010年4月にカナダの"fab"誌の表紙に"Ceyenne Jackson：I Love New York"というタイトルでマイク・ルイーズの写真と共に、2010年11月に"Shine on, Cheyenne: Glee's hot new villain on love, redemption & Wonder Woman."というタイトルで、そして2012年7月に"attitude"誌の表紙にジョセフ・シンクレアの写真と共に掲載された。

### チャリティー活動
ゲイである事を公表しており、"LGBT rights"のサポーターと"amfAR"の国際親善大使としての活動をしている。
また、LGBTの若者のニーズに対応するための非営利団体、"Hetrick-Martin Institute"の大使およびスポークスパーソンである。

### 私生活
物理学者のモンテ・ラプカと2000年に交際を始めて、2011年9月3日にニュー・ヨークで結婚した。しかし、2013年7月に2人は離婚の予定を公表して、2013年9月にお互いの合意の上で離婚した。
ジャクソンは回復中のアルコール依存症であったが、2013年に断酒を達成した。
ジャクソンは2013年10月に、インスタグラムで俳優のジェイソン・ランドーとの交際を発表した。そして、2014年2月に婚約して、カリフォルニアのエンシーノで2014年9月に結婚した。
2013年に、映画とTVに集中するためL.A.に住所を移した。
ジャクソンとランドーは2016年10月7日に、双子である娘のウィローと息子のイーサンの親になった。

### アルバム
| #   | タイトル                                                                      | 作詞 | 作曲・編曲 | 時間 |
| --- | ----------------------------------------------------------------------------- | ---- | ---------- | ---- |
| 1.  | 「I'm Nothing without You(Michael&Cheyenne)」                                 |      |            | 3:18 |
| 2.  | 「Me and My Shadow(Michael&Cheyenne)」                                        |      |            | 3:30 |
| 3.  | 「Old Friend(Michael)」                                                       |      |            | 4:15 |
| 4.  | 「A Foggy Day(Cheyenne)」                                                     |      |            | 3:03 |
| 5.  | 「So in Love(Michael)」                                                       |      |            | 4:45 |
| 6.  | 「Old Devil Moon(Cheyenne)」                                                  |      |            | 2:52 |
| 7.  | 「The Time Has Come(Michael)」                                                |      |            | 4:04 |
| 8.  | 「I'm Checkin' Out - Go'om Bye(Cheyenne)」                                    |      |            | 2:04 |
| 9.  | 「The Power of Two(Michael&Cheyenne)」                                        |      |            | 4:51 |
| 10. | 「I'm Gonna Sit Right Down and Write Myself a Letter(Michael)」               |      |            | 2:42 |
| 11. | 「I Get Along Without You Very Well/Don't Get Around Much Anymore(Cheyenne)」 |      |            | 4:43 |
| 12. | 「We Kiss in a Shadow(Michael&Cheyenne)」                                     |      |            | 3:47 |
| 13. | 「Salt and Pepper"/I'm Nothing Without You(Michael&Cheyenne)」                |      |            | 2:23 |
| 14. | 「If I Can Dream(Michael&Cheyenne)」                                          |      |            | 2:49 |
| 15. | 「Someone to Watch Over Me(Cheyenne)」                                        |      |            | 3:20 |

| #   | タイトル                                  | 作詞 | 作曲・編曲 | 時間 |
| --- | ----------------------------------------- | ---- | ---------- | ---- |
| 1.  | 「Before you」                            |      |            | 2:51 |
| 2.  | 「I'm Blue,Skies」                        |      |            | 3:43 |
| 3.  | 「Any Day Now」                           |      |            | 3:55 |
| 4.  | 「She's Pretty,She Lies」                 |      |            | 3:58 |
| 5.  | 「Drive」                                 |      |            | 4:05 |
| 6.  | 「Mr.Lonely Boy」                         |      |            | 3:44 |
| 7.  | 「Do'nt Wanna Know」                      |      |            | 3:50 |
| 8.  | 「Back Pocket」                           |      |            | 3:36 |
| 9.  | 「Not Ready To Let You Go」               |      |            | 2:59 |
| 10. | 「Do'nt Look at Me」                      |      |            | 3:30 |
| 11. | 「You Get Me (with Charlotte sometimes)」 |      |            | 3:27 |
| 12. | 「Drive (CONAIRE remix)」                 |      |            | 6:47 |

| #   | タイトル                          | 作詞 | 作曲・編曲 | 時間 |
| --- | --------------------------------- | ---- | ---------- | ---- |
| 1.  | 「Feeling Good」                  |      |            | 4:16 |
| 2.  | 「Americano」                     |      |            | 3:01 |
| 3.  | 「Angel Eyes」                    |      |            | 2:51 |
| 4.  | 「Besame Mucho」                  |      |            | 2:43 |
| 5.  | 「Something Stupid」              |      |            | 2:46 |
| 6.  | 「I Who Have Nothing」            |      |            | 2:54 |
| 7.  | 「A Case of You」                 |      |            | 5:37 |
| 8.  | 「Walkin' My Baby Back Home」     |      |            | 2:25 |
| 9.  | 「Red Wine Is Good for My Heart」 |      |            | 3:40 |
| 10. | 「A Song for You」                |      |            | 4:28 |
| 11. | 「A Change Is Gonna Come」        |      |            | 3:38 |
| 12. | 「Your Song」                     |      |            | 4:33 |

### EP
| 年   | タイトル | USA  | 収録曲 |      |
| ---- | --- | ---- | --- | ---- |
| 2019 | Love,Dad - 発売日: 2019年8月23日 - レーベル: Lefthook Entertainment LLC - フォーマット: デジタル・ダウンロード | -    | \| # \| タイトル \| 作詞 \| 作曲・編曲 \| 時間 \| \| -- \| --------------------- \| ---- \| ---------- \| ---- \| \| 1. \| 「Son Rise (Single)」 \| \| \| 4:30 \| \| 2. \| 「Bean (Single)」 \| \| \| 4:00 \| \| 3. \| 「Ok (Single)」 \| \| \| 3:36 \| |      |
|      | |      | |      |
| #    | タイトル | 作詞 | 作曲・編曲 | 時間 |
| 1.   | 「Son Rise (Single)」                                                                                          |      | | 4:30 |
| 2.   | 「Bean (Single)」                                                                                              |      | | 4:00 |
| 3.   | 「Ok (Single)」                                                                                                |      | | 3:36 |

### ミュージカル・シアター・アルバム
- 『オール・ シュック・アップ』(All Shook Up),SONY/BMG-827669124-2,2005
- 『ザナドゥ』(Xanadu),PS Classics-PS858,2007
- 『フィニアンの虹』(Finian's Rainbow),PS Classics-PS1088,2010
- 『ウエスト・サイド・ストーリー』(West Side Story),SFS media-821936-0059-2,2014

### シングル
- Blessing (with Scott Alan),2010
- Drive,2012
- Before You,2012
- Don't Wanna Know,2013
- Find the Best of Me,2015
- Plans (with Catey Shaw),2018
- Do What You Gotta Do (with Dove Cameron),2019

### コンピレーション・アルバム
- This Ordinary Thursday (The Songs of Georgia Stitt),2007
- Still Dreaming Wide Awake (The Music of Scott Alan),2008
- Everyone Has a Story (Kathie Lee Gifford & Friends),2009
- Broadway's Greatest Gifts (Carols for a Cure, Vol. 7),2010
- First Things Last (Lance Horne),2011
- Out Of Context (The Songs Of Michael Patrick Walker),2011
- The One I Wrote for You (Original Motion Picture Soundtrack),2014
- Hello Again (Original Soundtrack),2018
- Descendants 3 (Original TV Movie Soundtrack),2019

### MV
| タイトル                                    | 年   | アーティスト                                                            | ディレクター                  |
| ------------------------------------------- | ---- | ----------------------------------------------------------------------- | ----------------------------- |
| Drive                                       | 2012 | シャイアン・ジャクソン Cheyenne Jackson                                 | Christian Hörlesberger        |
| Before You                                  | 2012 | シャイアン・ジャクソン Cheyenne Jackson                                 | Nick Everhart                 |
| Don't Wanna Know                            | 2013 | シャイアン・ジャクソン Cheyenne Jackson                                 | Nick Everhart                 |
| Don't Look at Me                            | 2013 | シャイアン・ジャクソン Cheyenne Jackson                                 | Peter Tokay                   |
| She's Pretty, She Lies                      | 2013 | シャイアン・ジャクソン Cheyenne Jackson                                 | Peter Tokay                   |
| I'm Blue, Skies                             | 2013 | シャイアン・ジャクソン Cheyenne Jackson                                 | Peter Tokay                   |
| Do What You Gotta Do (From "Descendants 3") | 2019 | ダヴ・キャメロン、シャイアン・ジャクソン Dove Cameron, Cheyenne Jackson | ケニー・オルテガ Kenny Ortega |

## 出演作品

### 映画
| 公開年 | 題名 原題                               | 役名 原表記                   | 備考       |
| ------ | --------------------------------------- | ----------------------------- | ---------- |
| 2005   | Curiosity                               | Luke                          | Short film |
| 2006   | ユナイテッド93 United 93                | マーク・ビンガム Mark Bingham |            |
| 2010   | Hysteria                                | Scott                         |            |
| 2010   | Photo Op                                | Zig                           | Short film |
| 2011   | The Green                               | Daniel                        |            |
| 2011   | Smile                                   | Doctor Steve                  | Short film |
| 2012   | Price Check                             | Ernie                         |            |
| 2012   | Lola Versus                             | Roger                         |            |
| 2013   | Mutual Friends                          | Christoph                     |            |
| 2013   | Gay Christian Mingle                    | unknown                       | Short film |
| 2014   | 人生は小説よりも奇なり Love Is Strange  | テッド Ted                    |            |
| 2014   | Lucky Stiff                             | MC                            |            |
| 2014   | The One I Wrote for You                 | Ben Cantor                    |            |
| 2014   | Six Dance Lessons in Six Weeks          | Michael Minetti               |            |
| 2014   | Dragula                                 | Mr. Newton                    | Short film |
| 2015   | A Beautiful Now                         | David                         |            |
| 2015   | Day Out of Days                         | Phil                          |            |
| 2016   | Bear with Us                            | Hudson                        |            |
| 2016   | Opening Night                           | Eli Faisel                    |            |
| 2017   | Hello Again                             | Robert                        |            |
| 2017   | Splitting Image                         | Marcus                        |            |
| 2018   | Hurricane Bianca: From Russia with Hate | Boris                         |            |
| 2020   | Werewolves Within                       | -                             |            |
| 2024   | ボーダーランズ (映画) Borderlands       | ジェイコブス                  |            |

### TVドラマとTVシリーズ
| 放映年    | 題名 原題                                                               | 役名 原表記                                       | 備考 |
| --------- | ----------------------------------------------------------------------- | ------------------------------------------------- | --- |
| 2008      | リップスティック・ジャングル Lipstick Jungle                            | ブライス Bryce                                    | Season 2 Episede 8 「Chapter Fifteen: The Sisterhood of the Traveling Prada」                                        |
| 2008      | Family Practice                                                         | Sebastian Kinglare                                | TV movie (not picked up)                                                                                             |
| 2009      | ニューヨーク1973/LIFE ON MARS Life on Mars                              | セバスチャン・グレイス Sebastian Grace            | 第1シーズン第12話「彷徨う異星人」 「Let All the Children」                                                           |
| 2009      | アグリー・ベティ Ugly Betty                                             | ティモシー・ダータニアン Timothy D'Artagnan       | 第3シーズン第17話「マネー・トラブル」 「Sugar Daddy」                                                                |
| 2009      | メンタリスト The Mentalist                                              | 警察官 Uniformed Police Officer                   | 第1シーズン第19話「12本の赤いバラ」 「A Dozen Red Roses」                                                            |
| 2009-2012 | 30 ROCK/サーティー・ロック 30 Rock                                      | ダニー・ベイカー Danny Baker                      | 計12話出演 |
| 2010      | ロー&オーダー Law & Order                                               | ジョン・ソレンティーノ Jon Sorrentino             | 第20シーズン第16話「冤罪」 「Innocence」                                                                             |
| 2010      | It Takes a Village                                                      | Scott                                             | TV pilot (not picked up)                                                                                             |
| 2010-2011 | glee/グリー Glee                                                        | ダスティン・グールズビー Dustin Goolsby           | 計3話出演 |
| 2011      | ラリーのミッドライフ★クライシス Curb Your Enthusiasm                    | テリー Terry                                      | 第8シーズン第8話「車の潜望鏡でトラブル」 「Car Periscope」                                                           |
| 2012      | Local Talent                                                            | Dr. Tim Brody                                     | TV pilot (not picked up)                                                                                             |
| 2012      | Mockingbird Lane                                                        | Steve                                             | TV pilot |
| 2013      | 恋するリベラーチェ Behind the Candelabra                                | ビリー・レザーウッド Billy Leatherwood            | TV Movie |
| 2013      | Onion News Empire                                                       | Cameron Grey                                      | TV pilot |
| 2013      | Full Circle                                                             | Peter Barlow                                      | 3 Episodes |
| 2014      | HR                                                                      | Tim Harcourt                                      | TV pilot |
| 2014      | 救命医ハンク セレブ診療ファイル Royal Pains                             | サム Sam                                          | 第6シーズン第9話「完成! ハンク・ラボ」 「Oh, M.G.」                                                                  |
| 2014      | CSI:科学捜査班 CSI: Crime Scene Investigation                           | ネビューラ 1 Nebula 1                             | Season 14 Episede 21 「Kitty」                                                                                       |
| 2014      | Open                                                                    | Actor                                             | TV pilot (Cancelled )                                                                                                |
| 2015-2016 | アメリカン・ホラー・ストーリー：ホテル American Horror Story: Hotel     | ウィル・ドレイク Will Drake                       | 計9話出演 |
| 2016      | アメリカン・ホラー・ストーリー：体験談 American Horror Story: Roanoke   | シドニー・アーロン・ジェームズ Sidney Aaron James | 7 Episodes |
| 2017      | The Real O'Neals                                                        | Mr. Peters                                        | Season 2 Episode 15 「The Real Mr. Nice Guy」                                                                        |
| 2017      | センス8 Sense8                                                          | ブレイク・ハンティントン Blake Huntington         | 第2シーズン エピソード「この世界が舞台だとしたら」 「If All the World's a Stage, Identity Is Nothing But a Costume」 |
| 2017      | アメリカン・ホラー・ストーリー:カルト American Horror Story: Cult       | ルーディ・ヴィンセント Dr. Rudy Vincent           | 9 episodes |
| 2018      | モダン・ファミリー Modern Family                                        | マックス Max                                      | 2 Episodes |
| 2018      | American Woman                                                          | Greg                                              | |
| 2018      | Will & Grace                                                            | Michael                                           | Season 9 Episode 14 "The Beefcake & The Cake Beef"                                                                   |
| 2018      | アメリカン・ホラー・ストーリー:黙示録 American Horror Story: Apocalypse | ジョン・ヘンリー・モア John Henry Moore           | Main role |
| 2019      | ディセンダント3 Descendants 3                                           | ヘイディーズ(ハデス) Hades                        | Upcoming television film                                                                                             |
| 2019      | American Housewife                                                      | Johnny Diamond                                    | Season 4 Premiere |
| 2019      | Watchmen                                                                | Hooded Justice                                    | 3 Episodes |
| 2020      | ジュリー&ザ・ファントムズ Julie and the Phantoms                        | ケイレブ・コヴィントン Caleb Covington            | 計4話出演 |
| 2020      | Stellar People                                                          | Handsome Cop                                      | (completed) |
| 2020      | Call Me Kat                                                             | Max                                               | (pre-production) |

### シアター
| 上演年 | 題名 原題                                      | 役名 原表記                                   | 備考                                                                 |
| ------ | ---------------------------------------------- | --------------------------------------------- | -------------------------------------------------------------------- |
| 2002   | モダン・ミリー Thoroughly Modern Millie        | Jimmy Smith/ U/S Trevor Graydon (Replacement) | (1967年映画:モダン・ミリー) Marquis Theatre                          |
| 2003   | アイーダ Aida                                  | ラダメス Radames (Replacement)                | (1871年オペラ:アイーダ) Palace Theatre                               |
| 2003   | Little Mary Sunshine                           | Ensemble                                      | New York Creative Team                                               |
| 2003   | ロッキー・ホラー・ショー The Rocky Horror Show | ロッキー Rocky                                | 5th Avenue Theatre                                                   |
| 2004   | ALTARBOYZ Altar Boyz                           | マシュー Matthew                              | Puerto Rican Traveling Theatre (NYMF production)                     |
| 2005   | The 24 Hour Plays                              | Kevin                                         | The American Airlines Theatre                                        |
| 2005   | On the Twentieth Century                       | "Life is Like a Train" Porter                 | New Amsterdam Theatre                                                |
| 2005   | All Shook Up                                   | Chad (Original)                               | (1957シングル:恋にしびれて、オール・シュック・アップ) Palace Theatre |
| 2005   | Ace                                            | Ace                                           | Dodger Stages                                                        |
| 2006   | The Agony and The Agony                        | Chet                                          | Vineyard Theatre                                                     |
| 2006   | ザナドゥ Xanadu                                | ソニー・マローン Sonny Malone (Original)      | New World Stages                                                     |
| 2007   | ザナドゥ Xanadu                                | ソニー・マローン Sonny Malone (Original)      | Helen Hayes Theatre                                                  |
| 2007   | It's a Bird...It's a Plane...It's Superman     | Superman/Clark Kent                           | Freud Playhouse                                                      |
| 2008   | くたばれ!ヤンキース Damn Yankees               | ジョー・ハーディー Joe Hardy                  | New York City Center Encores!                                        |
| 2009   | フィニアンの虹 Finian's Rainbow                | ウッディ・マホーニー Woody Mahoney            | New York City Center Encores!                                        |
| 2009   | The 24 Hour Musicals-Dr. Williams              | Dr. Williams                                  | Gramercy Theatre                                                     |
| 2010   | フィニアンの虹 Finian's Rainbow                | ウッディ・マホーニー Woody Mahoney            | St. James Theatre                                                    |
| 2010   | The 24 Hour Plays                              | unknown                                       | The American Airlines Theatre 10th annual production                 |
| 2011   | 8                                              | Paul Katami                                   | Eugene O'Neill Theatre                                               |
| 2012   | The Heart of the Matter                        | Him                                           | Lucille Lortel Theatre                                               |
| 2013   | ウエスト・サイド物語 West Side Story           | トニー Tony                                   | Davies Symphony Hall                                                 |
| 2013   | The Parformers                                 | Mandrew                                       | Longacre Theatre                                                     |
| 2014   | Most Happy Fella                               | Joe                                           | New York City Center Encores!                                        |
| 2016   | The Secret Garden                              | Dr. Nevill Craven                             | (1911年小説:秘密の花園) Lincoln Center                               |
| 2019   | イントゥ・ザ・ウッズ Into the Woods            | シンデレラの王子/狼 Cinderella's Prince/Wolf  | Jul 26,2019-Jul 28,2019 Hollywood Bowl                               |

## 受賞とノミネーション

### 受賞
- 2005 シアター・ワールド・アウォード, Outstanding Broadway Debut – All Shook Up[61]
- 2006 ボストン映画批評家協会賞, Best Ensemble Cast – United 93[62]

### ノミネーション
- 2005 アウター・クリティクス・サークル・アウォード, Outstanding Performance by a Lead Actor -All Shook Up[63]
- 2005 ドラマ・リーグ賞, Outstanding Performance by a Lead Actor – All Shook Up[64]
- 2008 ドラマ・デスク・アウォード, Outstanding Performance by a Lead Actor – Xanadu[65]
- 2008 ドラマ・リーグ賞, Distinguished Performance Award- Xanadu[66]
- 2010 ドラマ・デスク・アウォード, Outstanding Performance by a Lead Actor – Finian's Rainbow[67]
- 2015 グラミー賞, Best Musical Theater Album - West Side Story[68]

## その他
- LGBT culture in New York City

## 参照
1. ↑  Eric Eidelstein. “Exclusive: FilmBuff to Release 'Mutual Friends' Across Digital Platforms”. Indiewire 2014年6月9日閲覧。
2. ↑  “The Official Cheyenne Jackson website”.   Cheyenne Jackson. 2007年9月4日閲覧。
3. ↑  “Cheyenne Jackson and Nina Arianda Celebrate New Year's Eve at Kennedy Center website”.   Playbill.com. 2014年10月27日時点のオリジナルよりアーカイブ。2013年12月31日閲覧。
4. ↑  https://www.queerty.com/cheyenne-jackson-shows-off-giant-dead-tree-tattoo-addresses-sex-tape-in-new-interviews-20140425
5. ↑  “Cheyenne Jackson: The Entertainer”. 2011年3月27日閲覧。
6. ↑  Will Coviello (2014年11月3日). “Interview: Cheyenne Jackson”. BestofNewOrleans.com 2015年3月15日閲覧。
7. ↑  Cheyenne Jackson (8 July 2007). “Q & A: Cheyenne Jackson” (Interview). Interviewed by Katie Riegel. Broadway.com. 2007年4月21日時点のオリジナルよりアーカイブ. 2007年9月4日閲覧.
8. ↑  Gans, Andrew (2008年5月13日). “2007–2008 Tony Nominations Announced; In the Heights Earns 13 Noms”. Playbill.com.  オリジナルの2008年5月16日時点におけるアーカイブ。 2008年5月13日閲覧。
9. ↑  Scheck, Frank (2009年3月28日). “Brief Dazzling Vision”. New York Post 2009年8月19日閲覧。
10. ↑  Suskin, Steven (2009年3月28日). “Finian's Rainbow”. Variety 2009年8月19日閲覧。
11. ↑  Adams, Guy (2008年11月19日). “Mormons to get 'South Park' treatment”. Independent (London)
12. ↑  Itzkoff, Dave (2009年7月22日). “Cheyenne Jackson Follows 'Finian's Rainbow' to Broadway”. New York Times 2009年8月19日閲覧。
13. ↑  Teachout, Terry (2009年10月30日). “It's Funny But Is It Art?”. Wall Street Journal.  オリジナルの2009年10月30日時点におけるアーカイブ。 2009年10月30日閲覧。
14. ↑  “Finian's Rainbow Will Get a Cast Album; February Release Planned”. Playbill.com. (2009年11月25日).  オリジナルの2009年11月28日時点におけるアーカイブ。 2009年12月4日閲覧。
15. ↑  “Cheyenne Jackson and Henry Winkler Confirmed to Star in Broadway Porn Play The Performers”. Broadway.com. (2012年7月26日) 2012年8月12日閲覧。
16. ↑  “StageGrade Consolidated The Performers Reviews”. stagegrade.com. (2012年11月9日).  オリジナルの2012年11月20日時点におけるアーカイブ。 2012年11月12日閲覧。
17. ↑  “Breaking News THE PERFORMERS to Close on Sunday”. broadwayworld.com. (2012年11月15日) 2012年11月18日閲覧。
18. ↑  Kevin Jagernauth (2012年6月13日). “Exclusive: Rob Lowe, Cheyenne Jackson & Boyd Holbrook Join Steven Soderbergh's 'Behind The Candelabra'”.   indiewire.com. 2012年6月14日時点のオリジナルよりアーカイブ。2012年6月14日閲覧。
19. ↑  Chang, Justin (2014年12月16日). “Film Review: 'Six Dance Lessons in Six Weeks'”.  Variety. 2016年9月29日閲覧。
20. ↑  Brian Scott Lipton (2013年3月13日). “Cheyenne Jackson to Lead Film Version of Six Dance Lessons in Six Weeks Opposite Gena Rowlands'”.   theatermania.com. 2012年6月14日時点のオリジナルよりアーカイブ。2013年3月13日閲覧。
21. ↑  “Glee: Meet Vocal Adrenaline's New Coach”. 2010年7月27日閲覧。
22. ↑  “Anne Archer Joins Cable Pilot”. Reuters. (2007年9月13日) 2008年11月14日閲覧。[リンク切れ]
23. ↑  Itzkoff, Dave (2010年3月26日). “Cheyenne Jackson Gets His Profile – Sort Of”. The New York Times 2010年3月27日閲覧。
24. ↑  Andreeva, Nellie (2012年6月15日). “Mockingbird Lane Gets a Guest Star”. Deadline.com 2012年6月21日閲覧。
25. ↑  “Cheyenne Jackson: The Life of a Family Man”. 2019年7月12日閲覧。
26. ↑  “See the First Photos of Cheyenne Jackson’s 'Outrageous' Look as Hades in Descendants 3”. 2019年2月14日閲覧。
27. ↑  Swanson, Carol (2004年). “Vanessa Williams: Silver and Gold”.   Christmasreviews.com. 2009年2月3日時点のオリジナルよりアーカイブ。2008年9月14日閲覧。
28. ↑  Jackson, Cheyenne (2004年). “I Blame Liza ........”.   Cheyennejackson.com. 2008年8月15日時点のオリジナルよりアーカイブ。2008年9月14日閲覧。 “"i don’t know if you will remember this liza, but i sang backup for you with the broadway inspirational voices a couple years ago?"......."I DO REMEMBER, CHEYENNE, YOU WERE TERRIFIC!".....she shouted out!"”
29. ↑  Broadway's 'It' Boy: Out Broadway Baby Cheyenne Jackson Lends His Talents and Chops to Metro-D.C. PFLAG Doug Rule, March 19, 2009, Metro Weekly.
30. ↑  Holden, Stephen (2009年3月6日). “What Secret Hearts? Let the Sunshine In”. The New York Times 2009年6月21日閲覧。
31. ↑  “Michael Feinstein and Cheyenne Jackson to Reprise Power of Two at Carnegie Hall”.   Playbill.com (2010年8月24日). 2010年8月30日時点のオリジナルよりアーカイブ。2010年9月11日閲覧。
32. ↑  “NY Pops: Cheyenne Jackson's Cocktail Hour: Music of the Mad Men Era”.   newyorkpops.org. 2011年8月30日時点のオリジナルよりアーカイブ。2011年8月31日閲覧。
33. ↑  “Cheyenne Jackson, of Broadway, "Glee" and "30 Rock," Shines in Carnegie Hall Concert Tribute to 'Mad Men' With New York Pops”. nydailynews.com. (2011年11月19日) 2011年11月20日閲覧。
34. ↑  Lanes, Elliot (2013年1月2日). “Concert Review: ‘Cheyenne Jackson … Music of the Mad Men Era’ with special guests and Steven Reineke conducting members of the NSO at Kennedy Center”. mdtheatreguide.com 2013年1月1日閲覧。
35. ↑  “Cheyenne Jackson to Release New Album I'M BLUE, SKIES on June 25”. Broadway.com. (2013年6月11日) 2015年3月15日閲覧。
36. ↑  Jase Peeples (2011年5月14日). “Cheyenne Jackson debuts "Drive"”.   gay.net. 2012年5月18日時点のオリジナルよりアーカイブ。2011年5月24日閲覧。
37. ↑  NE (2012年7月7日). “Before You”.   nickeverhart.com. 2012年8月31日時点のオリジナルよりアーカイブ。2012年8月12日閲覧。
38. ↑  “Cheyenne Jackson - Renaissance”. www.psclassics.com. 2016年5月31日閲覧。
39. ↑  “Light for Rights: World AIDS Day 2009; February Release Planned”. amfar.org. (2009年12月12日) 2009年12月12日閲覧。
40. ↑  “Out Magazine 2008 Entertainer of the Year”. Out. (2008年12月1日).  オリジナルの2008年12月6日時点におけるアーカイブ。 2008年11月14日閲覧。
41. ↑  “Biography”. Official Cheyenne Jackson Website. 2008年8月16日時点のオリジナルよりアーカイブ。2010年1月25日閲覧。
42. ↑  Grindley, Lucas (2011年9月3日). “Just Married: Cheyenne Jackson Weds Longtime Partner in New York”.  The Advocate. 2012年7月21日時点のオリジナルよりアーカイブ。2011年9月4日閲覧。
43. ↑  Healy, Patrick (2009年11月15日). “Breaks of the Game”. The New York Times
44. ↑  Quinn, Dave (May 10, 2018). “Cheyenne Jackson Celebrates 5 Years of Sobriety After Battle as a 'High-Functioning Alcoholic'”. People (New York City: Meredith Corporation) 2018年9月12日閲覧。.
45. ↑  Nichols, James (2013年10月14日). “Cheyenne Jackson Instagrams Photo Of Jason Landau, New Boyfriend”. Huffingtonpost.com 2013年11月29日閲覧。
46. ↑  Janine Rayford Rubenstein (2014年9月13日). “Cheyenne Jackson Marries Jason Landau”. People 2015年3月15日閲覧。
47. ↑  “Busy Cheyenne Jackson: “A lot of downtime isn’t so great for me. I love to work no matter what genre it is””. 2014年4月3日閲覧。
48. ↑  Laura Rose (2016年10月8日). “Cheyenne Jackson and Husband Jason Landau Welcome Twins”. InStyle 2016年10月8日閲覧。 {{cite news}}: |publisher=では太字とイタリック体は使えません。 (説明)⚠
49. ↑  “Michael Feinstein Album & Song Chart History: Heatseekers Albums”. Billboard.  Prometheus Global Media. 2010年11月28日閲覧。
50. ↑  “Michael Feinstein Album & Song Chart History: Jazz Albums”. Billboard.  Prometheus Global Media. 2010年11月28日閲覧。
51. ↑  “Cheyenne Jackson CD, "I'm Blue, Skies," Arrives June 25”. 2013年6月25日閲覧。
52. ↑  “PS Classics to Release The Theory of Relativity Album”. 2016年4月29日閲覧。
53. ↑  “Cheyenne Jackson CHART HISTORY 1 Chart Jazz Albums”. 2016年6月14日閲覧。
54. ↑  “HBO Not Moving Forward With Ryan Murphy Sexuality Drama 'Open'”. 2014年9月11日閲覧。
55. ↑  “American Horror Story: Cheyenne Jackson confirms he's back for season 6”. 2016年6月27日閲覧。
56. ↑  Kirsten Chuba (2018年5月21日). “TV News Roundup: 'Descendants 3' Casts Cheyenne Jackson as Hades”. Variety. 2018年5月28日閲覧。
57. ↑  “Former Seattle actor Cheyenne Jackson hits the big time in 'All Shook Up'”. 2005年5月6日閲覧。
58. ↑  “24 Hours Can Go So”. 2009年4月14日閲覧。
59. ↑  “The 10th Annual 24 HOUR PLAYS on Broadway!”. 2010年11月16日閲覧。
60. ↑  “BWW Review: Broadway Vets Shine in Delightful, Star-Studded INTO THE WOODS at the Hollywood Bowl”. 2019年7月27日閲覧。
61. ↑  “Theater World Awards 2005 Winners”. 2005年3月24日閲覧。
62. ↑  “Boston Society of Film Critics 2006 Winners”. 2007年8月10日時点のオリジナルよりアーカイブ。2007年8月10日閲覧。
63. ↑  “55th Annual Outer Critics Circle Awards Nominations 2004–2005 Season”. 2008年3月12日時点のオリジナルよりアーカイブ。2005年6月16日閲覧。
64. ↑  “71st Annual Drama League Awards Nominees”. 2005年3月14日閲覧。
65. ↑  “2007 / 2008 Drama Desk Awards Nominees”. 2008年4月28日閲覧。
66. ↑  “74th Annual Drama League Awards Nominees”. 2008年3月6日閲覧。
67. ↑  “2010 / 2010 Drama Desk Awards Nominees”. 2010年3月24日閲覧。
68. ↑  “Grammys 2015: Best Musical Theater Album nominees”. 2014年12月27日閲覧。